# Рудівка (Прилуцький район)
Ру́дівка — село в Україні, у Прилуцькому районі Чернігівської області. Входить до складу Сухополов'янської сільської громади. Населення становить 926 осіб.
Селом протікає річка Дубова.

## Історія
Входило до складу Прилуцького полку Гетьманщини. У складі Російської імперії — волосний центр.
Найдавніше знаходження на мапах — 1812 рік.
У 1862 році в селі володарському казенному та козачому Рудівка була церква, 5 заводів та 299 дворів, де жило 2558 осіб.
У 1911 році в селі Рудівка була Петро-Павлівська та Олександро-Невська церкви, земська та церковно-парафіяльна школи, проживала 3501 особа.
З 1917 року — у складі УНР. З 1921 року — російський окупаційний режим, який 1929 року вдався до систематичного терору проти незалежних господарників.
Під час організованого московською владою Голодомору 1932—1933 років померло щонайменше 285 жителів села.
1941 року сталінська влада утекла із села, 1943-го — повернулася.
У 1959 році Стара Тернавщина включена до складу села Рудівка.
З 1991 року — у незалежній Україні.
До 2019 року орган місцевого самоврядування — Рудівська сільська рада.

## Політика

### Парламентські вибори, 2019
На позачергових парламентських виборах 2019 року у селі функціонувала окрема виборча дільниця № 740629, розташована у приміщенні сільської ради.
Результати
- зареєстровано 482 виборці, явка 60,79%, найбільше голосів віддано за «Слугу народу» — 31,94%, за Всеукраїнське об'єднання «Батьківщина» — 27,43%, за Радикальну партію Олега Ляшка — 14,58%[10]. В одномандатному окрузі найбільше голосів отримав Борис Приходько (самовисування) — 40,35%, за Сергія Коровченка (самовисування) — 21,05%, за Дмитра Пахомова (Слуга народу) — 7,72%[11].

## Населення

### Мова
Розподіл населення за рідною мовою за даними перепису 2001 року:
| Мова       | Кількість | Відсоток |
| ---------- | --------- | -------- |
| українська | 913       | 98.6 %   |
| російська  | 12        | 1.3 %    |
| білоруська | 1         | 0.1 %    |
| Усього     | 926       | 100 %    |

## Відомі люди
- Лавренчук Віктор Іванович (1986—2014) — мінометник 1-ї танкової бригади «Гончарівське», герой АТО.
- Соловей Іван Прокопович (1898—1937) — український діяч вищої освіти, директор Харківського інституту політичної освіти.
- Товкач Костянтин Іванович (1882—1937) — український політичний, громадський і церковний діяч.
- Щербина Микола Миколайович (1959—2016) — відомий черкаський краєзнавець, учитель вищої категорії, почесний краєзнавець України (2011).